# Indrasakdi Sachi
Indrasakdi Sachi (thajsky อินทรศักดิศจี; královským systémem pro přepis thajštiny Inthrasak Sachi; 10. června 1902 – 30. listopadu 1975), narozená jako Prabai Sucharitakul, (thajsky ประไพ สุจริตกุล; královským systémem pro přepis thajštiny Praphai Sucharitakun) byla thajská královna. Byla dcerou Chao Phraya Sudharm Montri, mladší sestra Phra Sucharit Suda. Její jméno znamená „Sachi, manželka Indry“.
Královnou se stala díky svém těhotenství, neboť král Vajiravudh byl nadmíru spokojen s vyhlídkou na očekávaného nástupce. Toho se však nedočkal, neboť Indrasakdi potratila 2krát či 3krát. Později byla zbavena titulu královny a získala jen titul princezna choť.

## Vyznamenání
- Řád Mahá Čakrí[1]
- Řád devíti drahokamů[2]
- dáma velkokříže Řádu Chula Chom Klao[3][4]
- dáma velkostuhy Řádu thajské koruny[5]